# Bob Robinson
Robert „Bob” Robinson (ur. 10 września 1958 w Montrealu) – kanadyjski zapaśnik w stylu wolnym. Olimpijczyk z Los Angeles 1984, gdzie odpadł w eliminacjach w kategorii 62 kg.
Dwukrotny uczestnik mistrzostw świata, siódmy w 1983. Trzeci w Pucharze Świata w 1982; piąty w 1984. Zdobył brązowy medal na igrzyskach panamerykańskich w 1983. Złoto na igrzyskach Wspólnoty Narodów w 1982 roku.